# The Score – An Epic Journey
The Score — An Epic Journey (с англ. — «Музыкальное сопровождение. Эпическое путешествие») — альбом нидерландской симфоник-метал-группы Epica, представляющий собой саундтрек к нидерландскому фильму «Joyride». Выход диска состоялся 20 сентября 2005 года на лейбле Transmission Records. Альбом попал во французский и нидерландский национальные хит-парады, где продержался одну и три недели соответственно.

## Список композиций
| №   | Название                           |  | Перевод               |  | Музыка / Слова                                                                             |  | Д.   |  |
| --- | ---------------------------------- |  | --------------------- |  | ------------------------------------------------------------------------------------------ |  | ---- |  |
| 1.  | «Vengeance Is Mine»                |  | Мне отмщение          |  | Марк Янсен / —                                                                             |  | 1:53 |  |
| 2.  | «Unholy Trinity»                   |  | Нечестивая троица     |  | Ив Хутс / —                                                                                |  | 3:09 |  |
| 3.  | «The Valley»                       |  | Долина                |  | Ив Хутс / —                                                                                |  | 2:09 |  |
| 4.  | «Caught In A Web»                  |  | Попавший в сеть       |  | Марк Янсен, Коен Янссен, Ив Хутс / —                                                       |  | 4:25 |  |
| 5.  | «Insomnia»                         |  | Бессонница            |  | Марк Янсен / —                                                                             |  | 2:07 |  |
| 6.  | «Under The Aegis»                  |  | Под эгидой            |  | Ив Хутс, Марк Янсен / —                                                                    |  | 2:49 |  |
| 7.  | «Trois Vierges (Solo Version)»     |  | Три девы              |  | Марк Янсен, Коен Янссен, Симона Симонс / Симона Симонс                                     |  | 4:41 |  |
| 8.  | «Mystica»                          |  | Мистика               |  | Ив Хутс / —                                                                                |  | 2:45 |  |
| 9.  | «Valley Of Sins»                   |  | Долина грехов         |  | Марк Янсен / —                                                                             |  | 5:39 |  |
| 10. | «Empty Gaze»                       |  | Пустой взгляд         |  | Марк Янсен / —                                                                             |  | 2:09 |  |
| 11. | «The Alleged Paradigm»             |  | Мнимая парадигма      |  | Марк Янсен, Ив Хутс / —                                                                    |  | 2:23 |  |
| 12. | «Supremacy»                        |  | Превосходство         |  | Марк Янсен, Ив Хутс / —                                                                    |  | 3:19 |  |
| 13. | «Beyond the Depth»                 |  | Вне глубины           |  | Марк Янсен / —                                                                             |  | 1:55 |  |
| 14. | «Epitome»                          |  | Воплощение            |  | Марк Янсен, Коен Янссен, Ив Хутс / —                                                       |  | 1:17 |  |
| 15. | «Inevitable Embrace»               |  | Неминуемые объятия    |  | Марк Янсен / —                                                                             |  | 3:50 |  |
| 16. | «Angel of Death»                   |  | Ангел смерти          |  | Марк Янсен / —                                                                             |  | 3:28 |  |
| 17. | «The Ultimate Return»              |  | Последнее возвращение |  | Марк Янсен / —                                                                             |  | 4:46 |  |
| 18. | «Trois Vierges (Reprise)»          |  | Три девы              |  | Марк Янсен, Коен Янссен, Симона Симонс / —                                                 |  | 2:04 |  |
| 19. | «Solitary Ground (Single Version)» |  | Уединенная земля      |  | Коен Янссен, Марк Янсен, Ад Слюйтер, Симона Симонс / Симона Симонс                         |  | 4:05 |  |
| 20. | «Quietus (Score Version)»          |  | Конец                 |  | Марк Янсен, Ив Хутс, Коен Янссен, Ад Слюйтер, Симона Симонс, Жероен Симонс / Симона Симонс |  | 3:55 |  |

## Над альбомом работали
| Epica - Симона Симонс (нидерл. Simone Simons) — вокал (меццо-сопрано) - Марк Янсен (нидерл. Mark Jansen) — гитары, синтезатор - Ад Слёйтер (нидерл. Ad Sluijter) — гитары - Кун Янссен (нидерл. Coen Janssen) — синтезатор - Ив Хютс (нидерл. Yves Huts) — бас-гитара, синтезатор - Йерун Симонс (нидерл. Jeroen Simons) — ударные, перкуссия | Технический персонал - Марк Янсен — продюсирование, запись, звукорежиссёр - Ив Хютс — запись, звукорежиссёр, продюсирование - Miro — сведение, запись оркестра, продюсирование - Олаф Райтмайер — запись оркестра |
| The Score оркестр - Сванче Тессманн (нидерл. Swantje Tessmann) — скрипка - Грегор Дирк (нидерл. Gregor Dierck) — скрипка - Том Глокнер (нидерл. Tom Glockner) — скрипка - Барбара Бюлтманн (нидерл. Barbara Bultmann) — скрипка - Беньямин Спиллнер (нидерл. Benjamin Spillner) — скрипка - Мари-терес Стюмпф (нидерл. Mari-theres Stumpf) — альт - Давид Схлаге (нидерл. David Schlage) — альт - Николаус Схлирф (нидерл. Nikolaus Schlierf) — альт - Алев Акгос (нидерл. Alev Akgos) — виолончель - Джеймс Буш (James Bush) — виолончель | Epica оркестр - Андреас Пфафф (нидерл. Andreas Pfaff) — скрипка - Беньямин Спиллнер — скрипка - Тобиас Ремпе (нидерл. Tobias Rempe) — скрипка - Грегор Дирк — скрипка - Сванче Тессманн — альт - Патрик Сепек (нидерл. Patrick Sepec) — альт - Астрид Мюллер (нидерл. Astrid Müller) — альт - Йорн Келлерман (нидерл. Jörn Kellermann) — виолончель |

## Позиции в чартах
| Страна     | Высшая позиция | И.    |
| ---------- | -------------- | ----- |
| Нидерланды | 54             | [ 2 ] |
| Франция    | 191            | [ 3 ] |